# 베트남 표준시
베트남은 협정세계시 (UTC)보다 7시간 앞선 인도차이나 표준시 (ICT)를 따르고 있다. 베트남에서는 일광 절약 시간제가 시행되지 않고 있으며 일년 내내 표준시를 사용한다. 태국, 캄보디아, 라오스, 인도네시아 서부, 크리스마스섬과 시간대가 동일하다.
베트남은 1998년 ISO 8601를 참고하여 자체 표준안인 TCVN 6398-1:1998을 제정했다.

## 역사

### 식민지 시절
19세기 말 프랑스령 인도차이나는 북베트남의 통킹, 중베트남의 안남, 남베트남의 코친차이나, 캄보디아, 라오스, 광저우만 조차지 등으로 이루어져 있었다. 푸리엔 (Phủ Liễn) 천문대의 완공을 계기로 이들 지역에 대한 표준시가 논의되었는데, 프랑스 본토 파리의 경도인 2°20′14″E에서 동쪽으로 104°17′17″E, 그리니치 표준시를 기준으로 106°37′30″E에 속하는 것으로 보고 1906년 7월 1일 자정부터 이를 적용하였다.
1911년 프랑스 본토에서는 UTC±00:00 (그리니치 태양시)을 공식 표준시로 채택하여 1940년까지 사용했으며 여름에는 일광절약제가 적용되어 1916년부터 1940년까지 UTC+01:00를 적용하였다. 프랑스령 인도차이나에서도 1911년 5월 1일 자정부터 UTC+07:00을 준수하도록 했다.
제2차 세계 대전 이후 비시 프랑스 정부의 표준시 변경에 따라, 프랑스령 인도차이나도 1942년 12월 31일 오후 11시에 기존 표준시로부터 1시간을 늦춰 UTC+08:00으로 통합되었다. 태평양 전쟁 발발로 일본 제국이 프랑스령 인도차이나의 완전 점령하게 되면서 1945년 3월 14일 오후 11시를 기해 인도차이나 일대는 1시간을 더 늦춘 도쿄 표준시(UTC+09:00)를 따르게 되었다.

### 독립과 베트남 분단기
8월 혁명과 베트남 제국의 멸망, 베트남 독립 선언을 거쳐 정권을 장악하게 된 베트남 민주공화국의 임시 통일정부가 1945년 9월 2일을 기해 공식 표준시를 UTC+07:00으로 공포하였다. 당시 인도차이나 전쟁으로 프랑스군의 공격을 받고 있던 지역인 베트남, 라오스, 캄보디아는 UTC+08:00을 채택했고, 공격을 받지 않은 지역은 1947년 4월 1일부로 UTC+07:00을 채택하여 1954년 제네바 회담 이후에도 유지되었다. 라오스(인도차이나의 일부)는 1954년 4월 15일부터, 하노이는 1954년 10월부터, 하이퐁은 1955년 5월부터 UTC+07:00을 채택했다.
베트남국의 통제 하에 있던 남베트남은 1955년 7월 1일 00:00를 기준으로 UTC+07:00을 채택했다. 1959년 12월 31일 오후 11시를 기해서는 기존 표준시를 1시간 늦은 UTC+08:00으로 변경하였다.
북베트남은 1968년 1월 1일부터 공식표준시를 UTC+07:00로 확정했다. 이후 1975년 4월~5월 사이공 함락으로 베트남이 통일되어서도 UTC+07:00을 표준시로 유지함에 따라 사이공과 남베트남 일대는 1975년 6월 13일을 기해 표준시를 60분 늦추게 되었다.

## 역대 표준시

### 프랑스령 인도차이나의 표준시
| 사용기간                           | 협정세계시 기준 | 비고                      |
| ---------------------------------- | --------------- | ------------------------- |
| ~1906년 7월 1일                    | UTC+07:06:40    | 현지 평균시               |
| 1906년 7월 1일 ~ 1911년 4월 30일   | UTC+07:06:30    | 106°37'30"E 프랑스 표준시 |
| 1911년 5월 1일 ~ 1942년 12월 30일  | UTC+07:00       | 표준시                    |
| 1942년 12월 31일 ~ 1945년 3월 13일 | UTC+08:00       | 표준시                    |
| 1945년 3월 14일 ~ 1945년 9월 1일   | UTC+09:00       | 도쿄 표준시               |
| 1945년 9월 2일 ~ 제네바 협정 비준  | UTC+07:00       | 표준시                    |

### 북베트남의 표준시
| 사용기간                                                | 협정세계시 기준                                                 | 비고                                                            |
| ------------------------------------------------------- | --------------------------------------------------------------- | --------------------------------------------------------------- |
| 1945년 9월 2일 ~ 1947년 3월 31일                        | UTC+07:00                                                       | 하노이 표준시                                                   |
| 1947년 4월 1일 ~ 제네바 협정 비준 제네바 협정 비준 이후 | 표준시 없음 평화지대의 경우 UTC+07:00 작전지대의 경우 UTC+08:00 | 표준시 없음 평화지대의 경우 UTC+07:00 작전지대의 경우 UTC+08:00 |
| 1968년 1월 1일 ~ 1975년 6월 12일                        | UTC+07:00                                                       | 하노이 표준시                                                   |

### 남베트남의 표준시
| 사용기간                           | 협정세계시 기준 | 비고          |
| ---------------------------------- | --------------- | ------------- |
| 제네바 협정 비준 ~ 1955년 6월 30일 | UTC+08:00       | 사이공 표준시 |
| 1955년 7월 1일 ~ 1959년 12월 31일  | UTC+07:00       | 사이공 표준시 |
| 1960년 1월 1일 ~ 1975년 6월 12일   | UTC+08:00       | 사이공 표준시 |

### 통일 베트남의 표준시
| 사용기간               | 협정세계시 기준 | 비고   |
| ---------------------- | --------------- | ------ |
| 1975년 6월 13일 ~ 현재 | UTC+07:00       | 표준시 |

## 같이 보기
- 아세안 공통 표준시 (ACT)
- 인도차이나 표준시 (ICT)
- 캄보디아 표준시
- 라오스 표준시
- 태국 시간
- UTC+08:00
- UTC+09:00

## 참고 문헌
- Trần Tiến Bình (2005), Lịch Viêt Nam thế kỷ XX-XXI (1901-2100), Nhà xuất bản Văn hoá Thông Tin, Hanoi.